# Otto Wegener

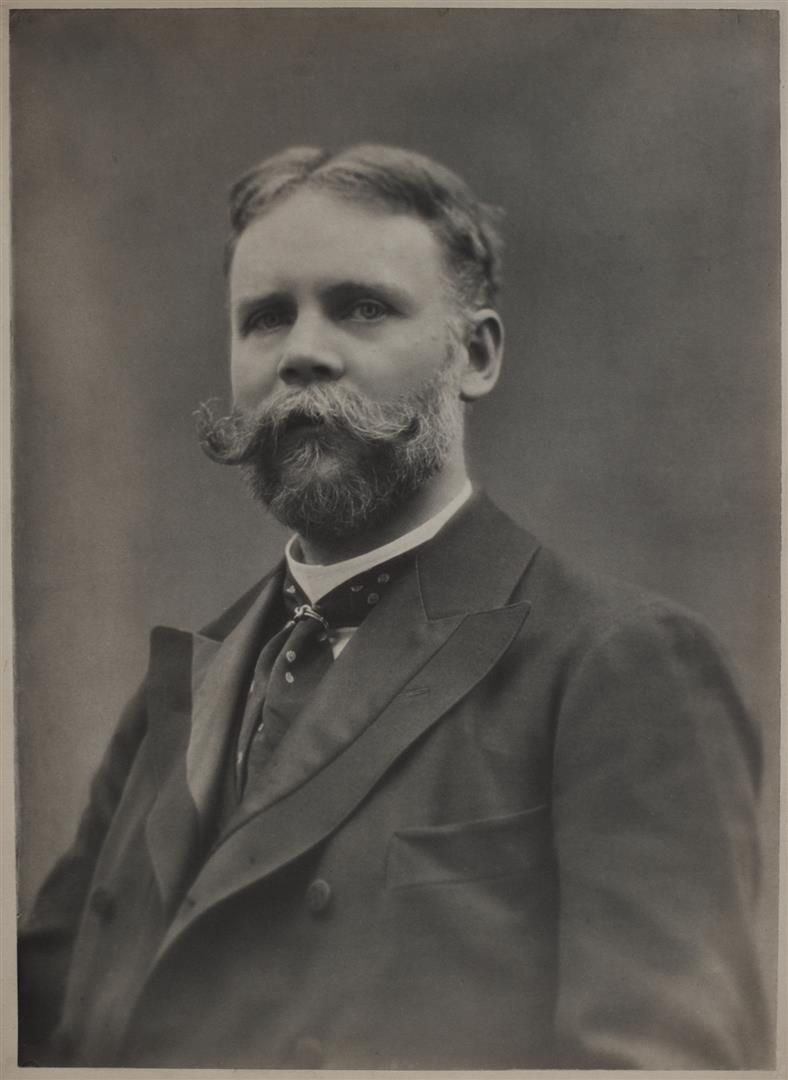
Otto Wegener

Otto Wegener, född 20 januari 1849 i Helsingborg, död 4 februari 1924 i Paris, var en svensk-fransk fotograf och formgivare verksam i Paris. 
Wegener kom till Frankrike på 1860-talet och etablerade sig som fotograf i Paris. 1883 öppnade han en fotoateljé med adress 3, Place de la Madeleine i Paris där ”OTTO” i förgyllda bokstäver monterades på fasaden. Hans ateljé räknades vid sekelskiftet 1900 till en av Frankrikes mest ansedda och konstnärliga ateljéer och han anses själv som en av sin tids främste fotografer. Han gjorde sig känd för sina kvinnoporträtt av dåtidens celebriteter som Isadora Duncan, Paul Verlaine och Marcel Proust, men även svenskar som Victoria Benedictsson och August Strindberg anlitade Otto som porträttfotograf. Han undervisade prins Eugen i fotografisk teknik, och hade Edward Steichen som medhjälpare under en period. Som formgivare ritade han möbler i jugendstil och utförde ett antal skulpturer i lera. Han medverkade i Parisutställningen 1900 med ett flertal fotografier.